# Caleb McLaughlin
Caleb Reginald McLaughlin, född 13 oktober 2001 i Carmel, New York, är en amerikansk skådespelare och sångare. Han inledde sin karriär på Broadway-scenen i rollen som en yngre Simba i  musikalen Lejonkungen. Sedan 2016 spelar han rollen som Lucas Sinclair i Netflix science fiction-dramaserien Stranger Things. 2017 medverkade McLaughlin i den BET-producerade miniserien The New Edition Story i rollen som Ricky Bell.

## Bakgrund och familj
McLaughlin föddes i Carmel i New York, och är son till April och Corey McLaughlin. Han gick på Kent Primary School och George Fischer Middle School i ett år. Han studerade dans i ett år på Happy Feet Dance School i Carmel, New York och senare på The Harlem School of the Arts under Aubrey Lynch, som är före detta producent av Lejonkungen.

## Filmografi

### Filmer
| År   | Titel                           | Roll                        | Anmärkningar |
| ---- | ------------------------------- | --------------------------- | ------------ |
| 2012 | Noah Dreams of Origami Fortunes | Noah                        | Kortfilm     |
| 2019 | High Flying Bird                | Darius Eepraiseius calibius |              |
| 2020 | Concrete Cowboys                | Cole                        | Inspelning   |

### TV
| År          | Titel                             | Roll                     | Anmärkningar                           |
| ----------- | --------------------------------- | ------------------------ | -------------------------------------- |
| 2013        | Law & Order: Special Victims Unit | Boy                      | Avsnitt: "Born Psychopath"             |
| 2013        | Unforgettable                     | Äldre bror               | Avsnitt: "New Hundred"                 |
| 2014        | Forever                           | Alejandro                | Avsnitt: "The Pugilist Break"          |
| 2015        | What Would You Do?                | Caleb                    | Avsnitt 2                              |
| 2016        | Shades of Blue                    | Jay-Jay                  | 3 avsnitt                              |
| 2016–framåt | Stranger Things                   | Lucas Sinclair           | Huvudroll                              |
| 2016        | Blue Bloods                       | Tone Lane                | Avsnitt: "For the Community"           |
| 2017        | The New Edition Story             | Ricky Bell (ålder 10-15) | 3 episodes                             |
| 2017        | Lip Sync Battle                   | Sig själv                | Avsnitt: "The Cast of Stranger Things" |
| 2018        | Final Space                       | Ung Gary (röst)          | Avsnitt: "Chapter 4"                   |
| 2018        | Summer Camp Island                | Ghost (röst)             | Avsnitt: "Ghost the Boy"               |

### Webbserier
| År   | Titel                | Roll    | Anmärkningar                                                               |
| ---- | -------------------- | ------- | -------------------------------------------------------------------------- |
| 2019 | Brawl with the Stars | Himself | Avsnitt: "Brawl with the Stars (feat. Finn Wolfhard och Caleb McLaughlin)" |

### Musikvideor
| År   | Titel                                     | Artist       | Anmärkningar |
| ---- | ----------------------------------------- | ------------ | ------------ |
| 2017 | Jimmy Fallon's Golden Globes 2017 Opening | Jimmy Fallon |              |
| 2017 | Santa's Coming For Us                     | Sia          |              |

### Stage
| År        | Titel       | Roll      | Location                   |
| --------- | ----------- | --------- | -------------------------- |
| 2012–2014 | Lejonkungen | Ung Simba | Minskoff Theatre, Broadway |

## Utmärkelser och nomineringar
| År   | Utmärkelse                      | Katergori                                                                                | Nominerat arbete | Resultat  | Ref.   |
| ---- | ------------------------------- | ---------------------------------------------------------------------------------------- | ---------------- | --------- | ------ |
| 2017 | Young Artist Awards             | Best Performance in a Digital-TV Series or Film – Teen Actor                             | Stranger Things  | Nominerad | [ 9 ]  |
| 2017 | Screen Actors Guild Awards      | Outstanding Performance by an Ensemble in a Drama Series                                 | Stranger Things  | Vann      | [ 10 ] |
| 2017 | BET Awards                      | YoungStars Award                                                                         | Stranger Things  | Nominerad | [ 11 ] |
| 2018 | NAACP Image Awards              | Outstanding Performance by a Youth (Series, Special, Television Movie or Limited Series) | Stranger Things  | Vann      | [ 12 ] |
| 2018 | Screen Actors Guild Awards      | Outstanding Performance by an Ensemble in a Drama Series                                 | Stranger Things  | Nominerad | [ 13 ] |
| 2018 | MTV Movie & TV Awards           | Best On-Screen Team (med Gaten Matarazzo, Finn Wolfhard, Noah Schnapp och Sadie Sink)    | Stranger Things  | Nominerad | [ 14 ] |
| 2019 | Nickelodeon Kids' Choice Awards | Favorite Male TV Star                                                                    | Stranger Things  | Nominerad | [ 15 ] |
| 2019 | Teen Choice Awards              | Choice Summer TV Actor                                                                   | Stranger Things  | Nominerad | [ 16 ] |